# Gran Premi dels Països Baixos del 1964
Resultats del Gran Premi dels Països Baixos de Fórmula 1 de la temporada 1964, disputat al Circuit de Zandvoort, el 24 de maig del 1964.

## Resultats
| Pos | No | Pilot                   | Equip            | Voltes | Temps/ Retirada              | Pos. de sortida | Punts |
| --- | -- | ----------------------- | ---------------- | ------ | ---------------------------- | --------------- | ----- |
| 1   | 18 | Jim Clark               | Lotus - Climax   | 80     | 2h 07' 35. 4                 | 2               | 9     |
| 2   | 2  | John Surtees            | Ferrari          | 80     | + 53.6 s                     | 4               | 6     |
| 3   | 20 | Peter Arundell          | Lotus - Climax   | 79     | + 1 Volta                    | 6               | 4     |
| 4   | 6  | Graham Hill             | BRM              | 79     | + 1 Volta                    | 3               | 3     |
| 5   | 10 | Chris Amon              | Lotus - BRM      | 79     | + 1 Volta                    | 13              | 2     |
| 6   | 34 | Bob Anderson            | Brabham - Climax | 78     | + 2 Voltes                   | 11              | 1     |
| 7   | 24 | Bruce McLaren           | Cooper - Climax  | 78     | + 2 Voltes                   | 5               |       |
| 8   | 22 | Phil Hill               | Cooper - Climax  | 76     | + 4 Voltes                   | 9               |       |
| 9   | 26 | Jo Bonnier              | Brabham - BRM    | 76     | + 4 Voltes                   | 12              |       |
| 10  | 32 | Giancarlo Baghetti      | BRM              | 74     | + 6 Voltes                   | 16              |       |
| 11  | 8  | Richie Ginther          | BRM              | 64     | + 16 Voltes                  | 8               |       |
| 12  | 12 | Mike Hailwood           | Lotus - BRM      | 57     | Diferencial                  | 14              |       |
| 13  | 36 | Jo Siffert              | Brabham - BRM    | 55     | + 25 Voltes                  | 18              |       |
| Ret | 14 | Jack Brabham            | Brabham - Climax | 44     | Encesa                       | 7               |       |
| Ret | 16 | Dan Gurney              | Brabham - Climax | 23     | Retirada                     | 1               |       |
| Ret | 4  | Lorenzo Bandini         | Ferrari          | 20     | Encesa                       | 10              |       |
| Ret | 28 | Carel Godin de Beaufort | Porsche          | 8      | Motor                        | 17              |       |
| NVS | 30 | Tony Maggs              | BRM              | 0      | Accident en els entrenaments | 15              |       |

## Altres
- Pole: Dan Gurney 1' 31. 2
- Volta ràpida: Jim Clark 1' 32. 8 (a la volta 6)